# Orgullo y pasión
Orgullo y pasión ("El gran cañón" en España) —cuyo título original en inglés es The Pride and the Passion— es una película de 1957 producida y dirigida por Stanley Kramer a partir de un guion de Edna Anhalt, Edward Anhalt y Earl Felton basado en la novela The Gun, de C. S. Forester.

## Argumento
Durante la Guerra de independencia española a comienzos del siglo XIX 
(1808-1813), en un país invadido por las tropas napoleónicas, un grupo de guerrilleros españoles se encarga de llevar un enorme cañón junto con sus aliados británicos para hacer caer Ávila, que por entonces era el cuartel general de los franceses tras la invasión de España.

## Agradecimientos finales
Al final de la película, después de la lista del reparto, se agradece su labor a los extras españoles, que actuaron en la película por decenas de miles; uno de ellos era Adolfo Suárez, futuro Presidente del Gobierno de España.

## Rodaje
Entre las localizaciones de rodaje se encontraron Valdemoro, Pinto, Segovia, El Escorial, Ávila, el puerto del Pico, Oropesa,Torrelaguna, Arbo y Santiago de Compostela.

## Reparto
| Intérprete             | Personaje       |
| ---------------------- | --------------- |
| Cary Grant             | Anthony         |
| Frank Sinatra          | Miguel          |
| Sophia Loren           | Juana           |
| Theodore Bikel         | Gen. Jouvet     |
| John Wengraf           | Sermaine        |
| Jay Novello            | Ballinger       |
| José Nieto             | Carlos          |
| Carlos Larrañaga       | José            |
| Philip Van Zandt       | Vidal           |
| Paco El Laberinto      | Manolo          |
| Julián Ugarte          | Enrique         |
| Félix de Pomés         | Bishop          |
| Carlos Casaravilla     | Leonardo        |
| Juan Olaguivel         | Ramón           |
| Nana DeHerrera         | María           |
| Carlos De Mendoza      | Francisco       |
| Luis Guedes            | Soldado francés |
| Carlos Díaz de Mendoza | Francisco       |
| Barta Barri            |                 |
| Xan das Bolas          |                 |
| Adolfo Suárez          | Extra           |